# ミシシネワ (AO-59)
|          |                                                                                  |
| 艦歴     |                                                                                  |
| 発注     |                                                                                  |
| 起工     | 1943年10月5日                                                                    |
| 進水     | 1944年3月28日                                                                    |
| 就役     | 1944年5月18日                                                                    |
| 退役     |                                                                                  |
| 除籍     |                                                                                  |
| その後   | 1944年11月20日に戦没（回天・菊水隊）                                             |
| 性能諸元 |                                                                                  |
| 排水量   | 25,425トン                                                                       |
| 全長     | 553 ft (169.0 m)                                                                 |
| 全幅     | 75 ft (23 m)                                                                     |
| 吃水     | 32 ft (9.8 m)                                                                    |
| 機関     | オール・ギアード蒸気タービン2軸2基 30,400shp                                     |
| 最大速   | 18.0 ノット(33 km/h)                                                             |
| 乗員     | 士官21名、兵員278名                                                              |
| 兵装     | 38口径5インチ砲2門 50口径機銃4基 ボフォース 40mm機関砲4門 エリコンSS 20mm機銃4門 |

ミシシネワ (USS Mississinewa, AO-59) は、アメリカ海軍の給油艦。T3-S2-A3タンカーから派生したシマロン級給油艦の1隻。この名を持つ艦としては1隻目。
日本海軍の特攻兵器である回天によって被害を受けた最初の艦船である。

## 艦歴
「ミシシネワ」はメリーランド州スパローズ・ポイントのベスレヘム・スパローズ・ポイント造船所で1943年10月5日に起工し、1944年3月28日にマーガレット・ペンス夫人によって進水。艦長フィリップ・G・ベック大佐の指揮下1944年5月18日に就役する。
「ミシシネワ」はチェサピーク湾での整調航海のあと、西インド諸島アルバへ向けて最初の航海に出る。6月23日から24日にかけて搭載貨物を満載したのち太平洋に向かい、7月10日に真珠湾に到着。間もなくエニウェトク環礁に進出し、第3艦隊（ウィリアム・ハルゼー大将）指揮下の第10補給任務群に加わる。8月25日に「ミシシネワ」はマヌス島を出撃し、パラオ方面に向けて進撃中の第38任務部隊（マーク・ミッチャー中将）に随伴。9月30日にマヌス島に帰投後、「ミシシネワ」は再び燃料を搭載して来るフィリピン反攻に先駆けて南西諸島および台湾を攻撃する第38任務部隊に再び随伴し、10月19日にはレイテ島の戦い参加艦船に対して燃料を補給。タンクを空にした「ミシシネワ」は針路をウルシー環礁に向け、燃料搭載後は11月上旬に補給活動を行って11月15日に帰投。しかし、これが「ミシシネワ」の最後の航海となった。
翌11月16日、「ミシシネワ」は航空燃料404,000ガロン（約153万リットル）、ディーゼル燃料9,000バレル（1400立方メートル）および重油90,000バレル（14000立方メートル）を搭載し、タンクはこれら3種の燃料で満載となった。換算すると、航空燃料は戦闘機2,000機分、ディーゼル燃料は護衛駆逐艦4隻分、重油は駆逐艦15隻分に補給できる量であった。4日後の11月20日、ミシシネワはウルシーの131番浮標に係留されていた。朝5時47分、激しい爆発が「ミシシネワ」を揺るがせた。ベック艦長は就寝中であったが爆発でたまらず起き、一見したところ艦の左側に火災が起こっているのを見て「魚雷が左舷側に命中した」と判断していた。間もなく火は航空燃料に燃え移り、第二の爆発を引き起こした。艦の前方は爆発により巨大の炎が立ち上がっていたが、風にあおられて火は艦の後部に燃え広がろうとしていた。およそ45分後、火は弾薬にも延焼して艦を引き裂かんばかりの爆発が幾度となく続いた。軽巡洋艦「サンタフェ」搭載のカーチスSC「シーホーク」が緊急発進し、ロープを垂らして海上に逃げ出した「ミシシネワ」乗組員を救助する一幕もあった。「ミシシネワ」は100フィート（約30メートル）におよぶ大火焔に包まれ、もはや手の付けようのない状態となって放置された。艦隊曳船が消火のため接近したがその甲斐もなく、「ミシシネワ」は戦死者63名を出した末に9時28分に横転して沈没した。その15分後、ウルシーは静寂を取り戻した。
「ミシシネワ」は第二次世界大戦中の功績により4個の従軍星章を受章した。

## 菊水隊

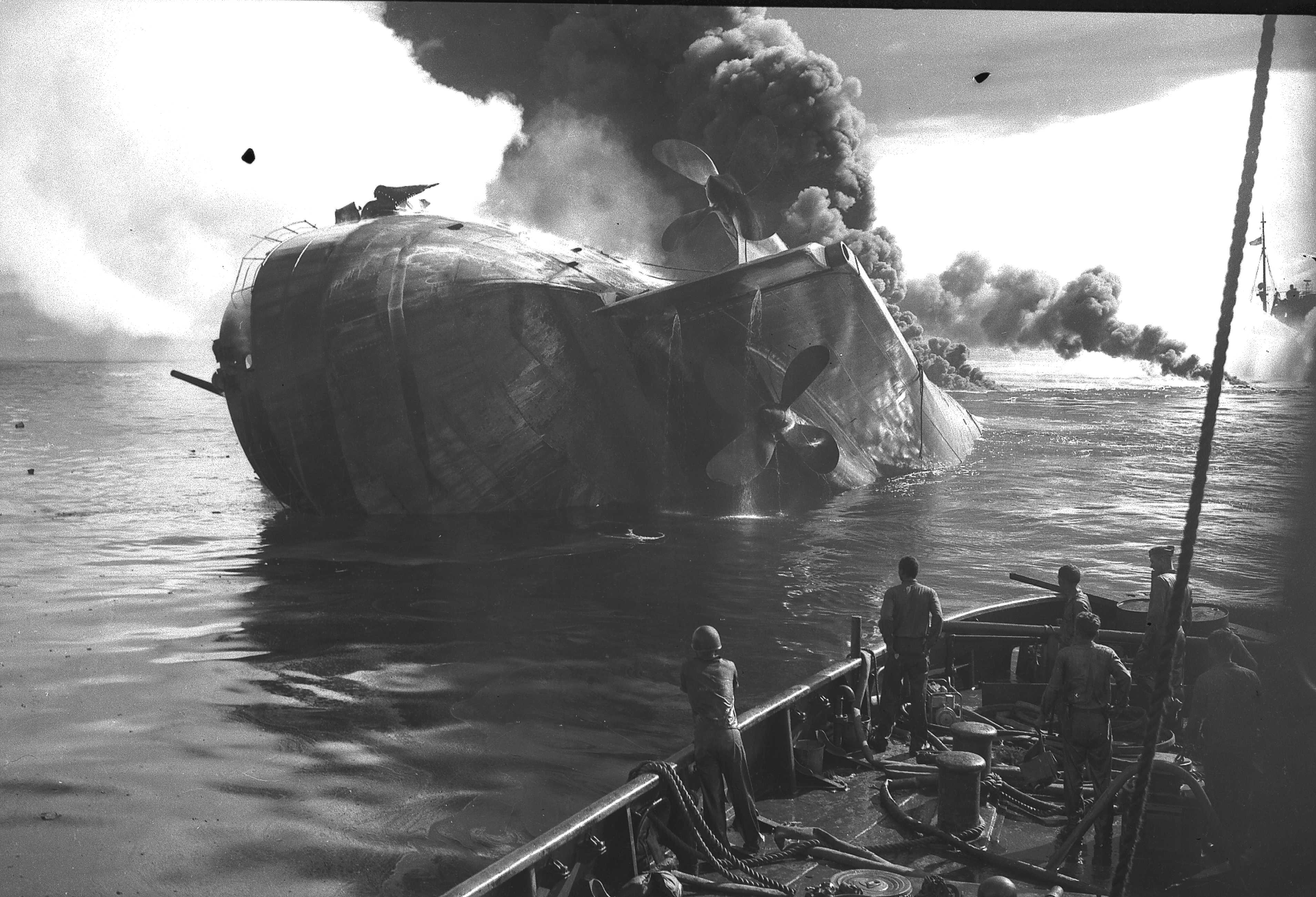
艦尾を立てて横転沈没する「ミシシネワ」（1944年11月20日）

「ミシシネワ」がウルシーを拠点に補給活動を行っていた1944年11月8日、大津島から3隻の潜水艦が出撃した。「伊36」、「伊37」および「伊47」がそれであり、3隻は甲板上に回天を4基ずつ搭載していた。このうち、「伊47」は11月19日にウルシーの南方海上に到達し、11月20日未明3時すぎに回天を発進させる。回天はマガヤン島とローラン島の間の狭い水道を通過して泊地に侵入するよう命令されていた。やがて4時16分と22分、5時7分に爆発が起こったと記録されたが、4時台のものは回天がサンゴ礁に激突して爆発したもの、22分と5時7分のものは不明である。このほか、「伊36」から発進した今西太一少尉艇がウルシーの東方から環礁内を目指して発進していた。こちらはウルシー環礁東口のムガイ水道を通過して泊地に侵入するよう命令されていた。5基の回天は、そのうちの2基がサンゴ礁に激突して自爆、2基が軽巡洋艦と駆逐艦の攻撃で沈没し、残る1基が「ミシシネワ」を仕留めた。この1基が「伊47」からの4基のうちの一つと思われる。「伊36」からの今西艇は、ムガイ水道入口外で駆逐艦の攻撃を受けて沈没した可能性が高い。

## 聖なる墓域
2001年4月6日、「ミシシネワ」の船体はアメリカの潜水チームの手により再発見された。ウルシーを管轄するミクロネシア連邦は、「ミシシネワ」の再発見を受けて発見地点の周辺を「聖なる墓域」に指定して、一般人の立ち入りを禁じる措置をとった。一方で、「ミシシネワ」から流出する燃料が環境に悪影響を与えているとの懸念を示し、2003年に入って残留燃料の抜き取りをアメリカ海軍の主導で実施した。なお、一連の調査で「ミシシネワ」の右舷側に大破孔があるのが発見され、「魚雷が左舷側に命中した」というベック艦長の判断が思い違いであることが判明した。
燃える「ミシシネワ」から生還した乗組員の一人であるジョン・メイヤーは第二次世界大戦後、戦友とともに「ミシシネワ」の戦友会を立ち上げ、会の幹事となった。また、回天のことを調べているうちに親日家となった。ジョンの息子であるマイケル・メイヤーも会社経営の傍らで回天、特に菊水隊関連資料を大量に入手し、日本側研究者や全国回天会会長小灘利春らと連絡を取り合って回天のウルシー攻撃に関する戦史を編集し出版した。「ミシシネワ」の船体調査は、元はと言えばミシシネワ戦友会が運動を行った結果が実を結んだものであった。